# A vasöklű férfi
A vasöklű férfi (eredeti cím: The Man with the Iron Fists) 2012-ben bemutatott amerikai harcművészeti akciófilm, melyet RZA és Eli Roth forgatókönyvéből RZA rendezett. A film főszereplői RZA, Russell Crowe, Cung Le, Lucy Liu, Byron Mann, Rick Yune, Dave Bautista és Jamie Chung.
Az Amerikai Egyesült Államokban 2012. november 2-án mutatták be. A film többnyire vegyes értékeléseket kapott a kritikusoktól. A Metacritic oldalán a film értékelése 51% a 100-ból, ami 18 véleményen alapul. A Rotten Tomatoeson a Vasöklű férfi 49%-os minősítést kapott, 84 értékelés alapján.

## Szereplők
| Színész       | Szereplő                 | Magyar hang         |
| ------------- | ------------------------ | ------------------- |
| RZA           | Kovács / A vasöklű férfi | Király Attila       |
| Dave Bautista | Réztestű                 | Barabás Kiss Zoltán |
| Rick Yune     | Zen-Yi / X-Penge         | Welker Gábor        |
| Cung Le       | Bronz                    | Dányi Krisztián     |
| Byron Mann    | Ezüst                    | Bozsó Péter         |
| Russell Crowe | A mészáros               | Kőszegi Ákos        |
| Jamie Chung   | Lady Silk                | Bogdányi Titanilla  |
| Lucy Liu      | Madam Blossom            | Kökényessy Ági      |

További magyar hangok: Mészáros András, Hábermann Lívia, Zámbori Soma, Vári Attila, Tarr Judit, Szabó Györgyi, Seder Gábor, Varga Gábor

## Médiamegjelenés
A film Észak-Amerikában 2013. február 12-én jelent meg DVD-n és Blu-Rayen. Magyarországon a film megjelenése, 2013. május 8-án volt.